# منتخب كمبوديا تحت 21 سنة لكرة القدم
منتخب كمبوديا تحت 21 سنة لكرة القدم هو ممثل كمبوديا الرسمي في المنافسات الدولية في كرة القدم في فئة كرة قدم تحت 21 سنة للرجال، يديريه اتحاد كمبوديا لكرة القدم.